# پریدولی (بایینا باشتا)
پریدولی (به صربی: Pridoli) یک منطقهٔ مسکونی در صربستان است که در بایینا باشتا واقع شده‌است. پریدولی ۳۳۴ نفر جمعیت دارد.